# Ан-дер-Постштрассе
Ан-дер-Постштрассе (нім. An der Poststraße) — громада в Німеччині, розташована в землі Саксонія-Ангальт. Входить до складу району Бургенланд. Складова частина об'єднання громад Ан-дер-Фінне.
Площа — 44,45 км2. Населення становить 1660 ос. (станом на 31 грудня 2021).

## Галерея

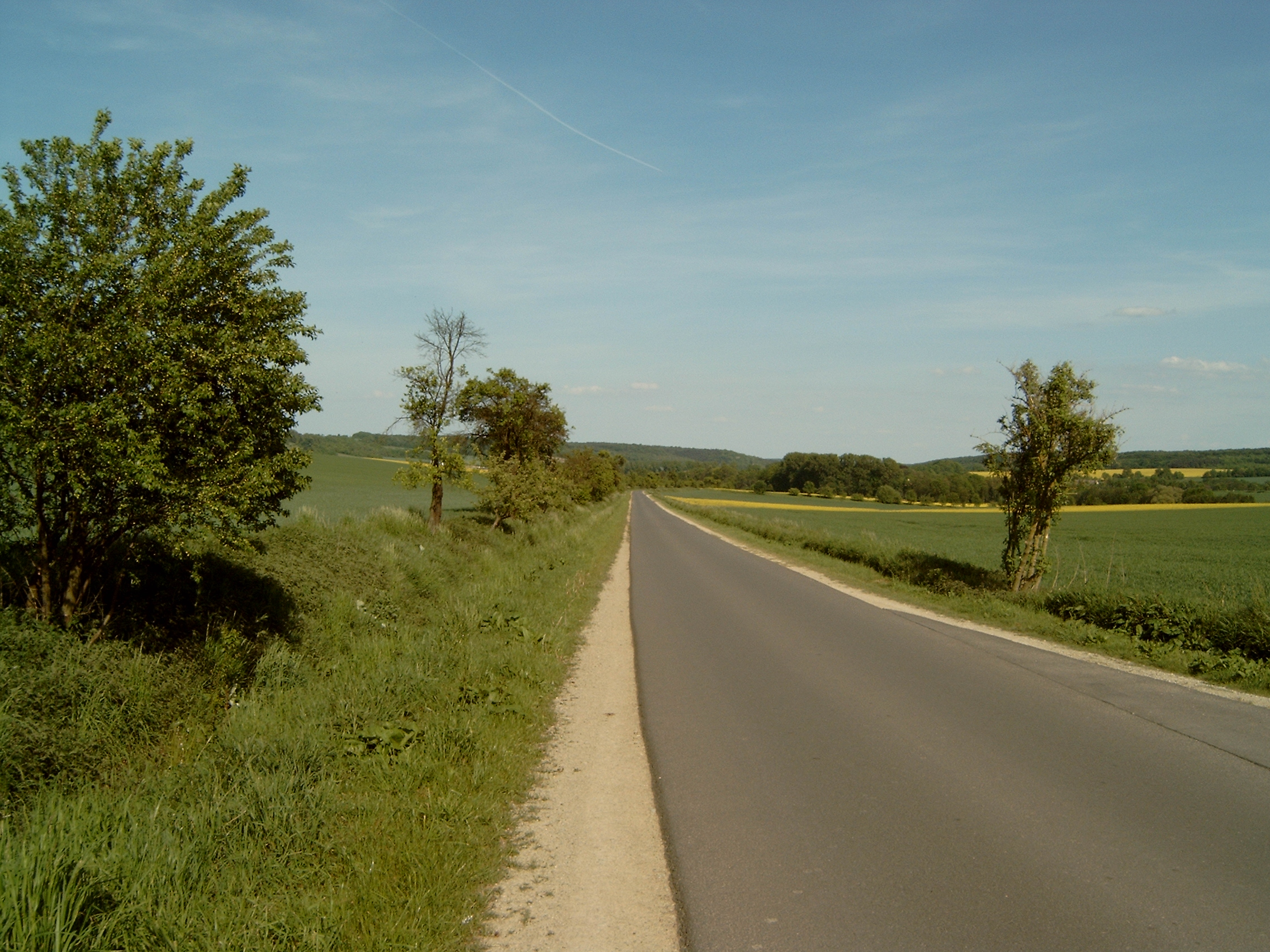
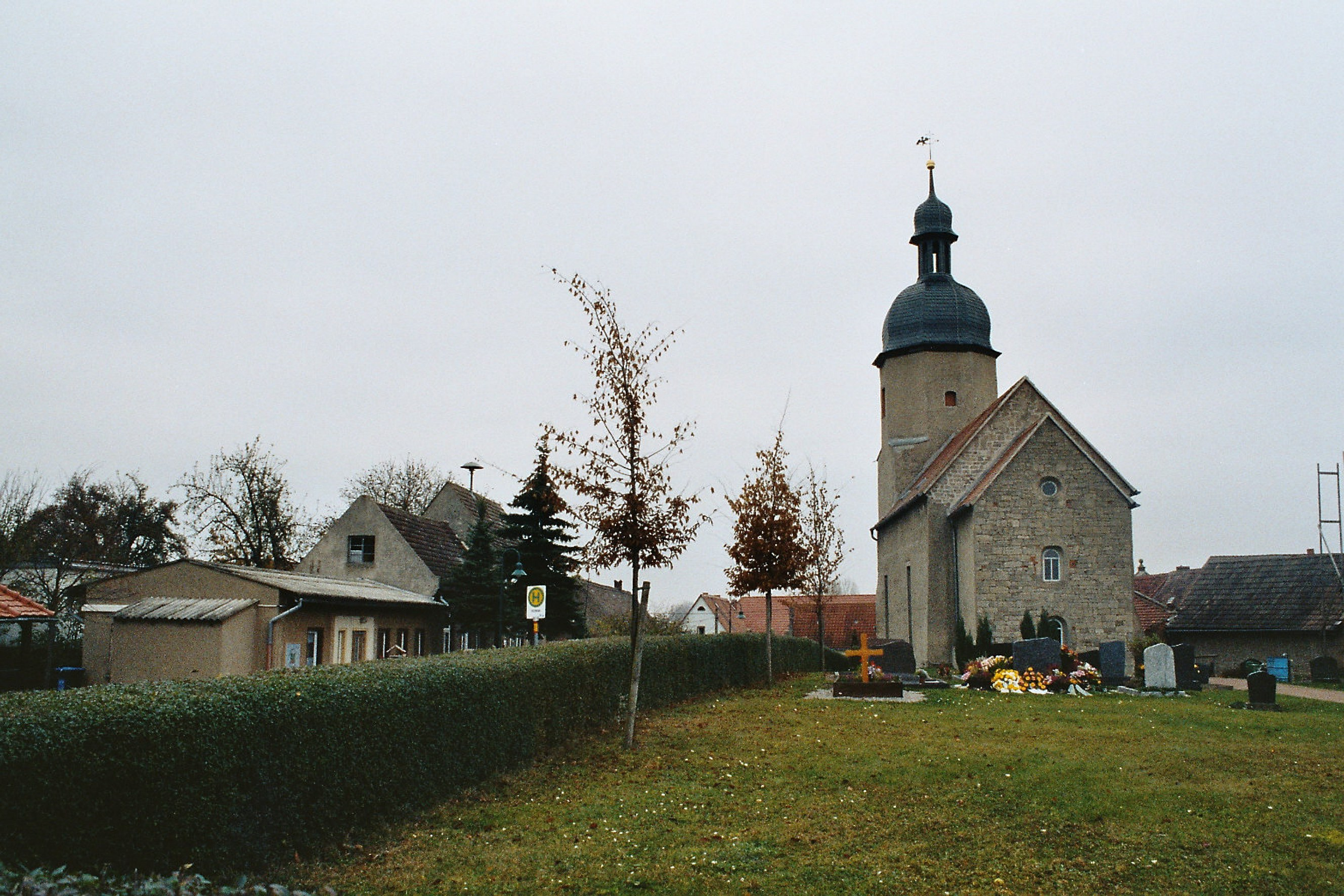
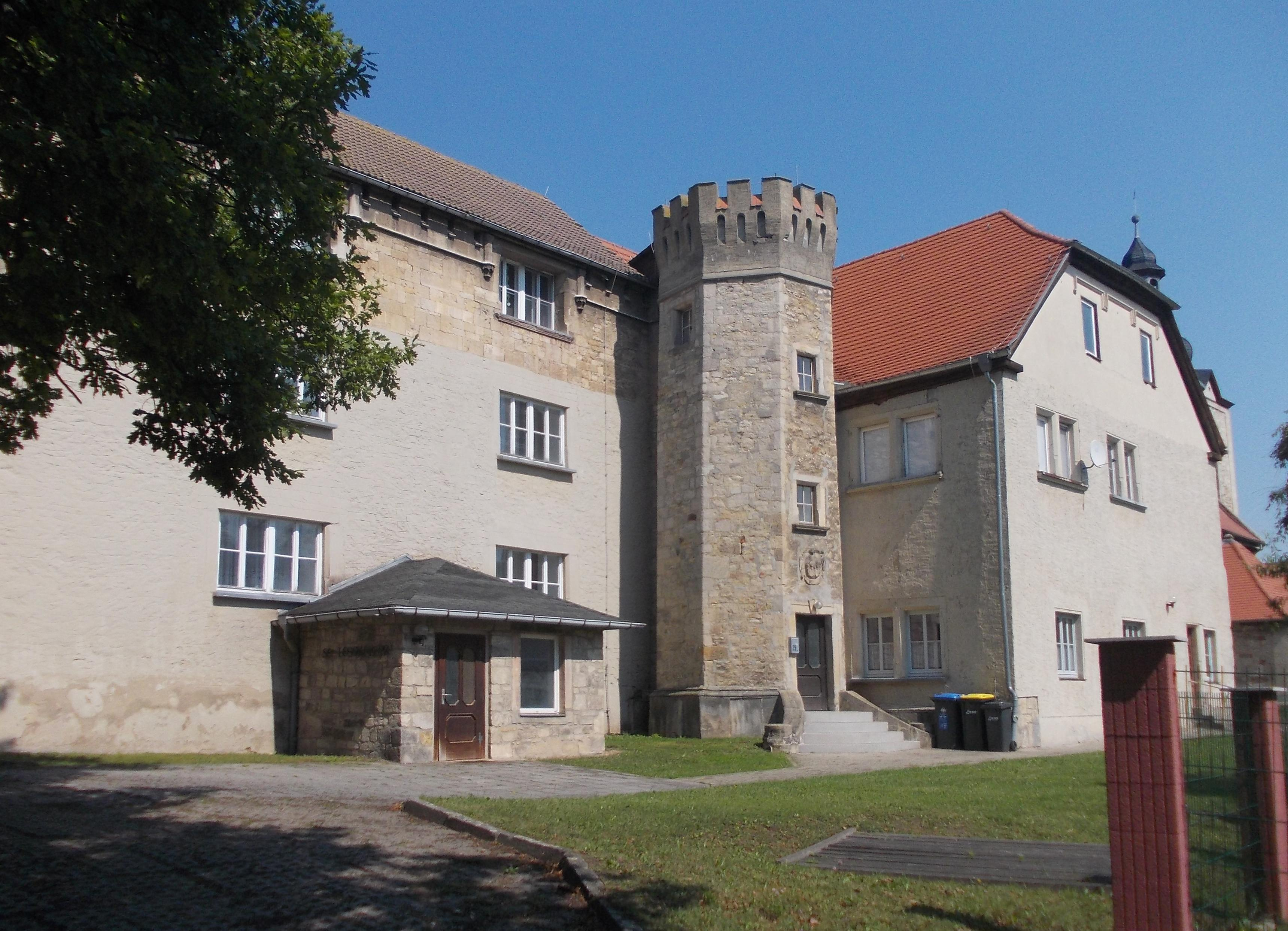